# 藤沢カミヤ
藤沢 カミヤ（ふじさわ カミヤ、1月5日 - ）は、日本の漫画家。兵庫県在住。

## 来歴
2006年以前より、コミックアンソロジーなどを執筆。2013年2月3日にCOMITIA103の会場において、講談社の『月刊モーニングtwo』と『ITAN』が共同で開催した第1回即日新人賞で優秀賞を受賞。同年の7月号より、『月刊モーニングtwo』にて『ねこのこはな』を連載開始。

## 作品リスト

### 連載
『うめともものふつうの暮らし』 - 竹書房『ストーリアダッシュ』2020年3月13日配信号より連載中。

### 漫画
- 『ねこのこはな』 - 講談社『月刊モーニングtwo』にて2013年7月号から2016年9月号まで連載。全4巻。
  1. 2014年2月21日発行 ISBN 978-4-06-388305-3
  2. 2014年10月23日発行 ISBN 978-4-06-388390-9
  3. 2015年9月23日発行 ISBN 978-4-06-388503-3
  4. 2016年9月23日発行 ISBN 978-4-06-388626-9
- 『なぎさ食堂』 - 竹書房『まんがくらぶ』にて2013年10月号・11月号にゲスト掲載ののち、2014年1月号[3]から2016年12月号まで連載。全3巻。
  1. 2014年11月21日発行 ISBN 978-4-8019-5023-8
  2. 2015年10月7日発行 ISBN 978-4-8019-5364-2
  3. 2016年11月28日発行 ISBN 978-4-8019-5692-6
- 『みのりと100人のお嬢様』 - 『まんがくらぶ』にて2017年3月号から2020年2月号まで連載。
  1. 2018年3月7日発行 ISBN 978-4-8019-6210-1
  2. 2019年3月27日発行 ISBN 978-4-8019-6561-4
  3. 2020年2月17日発行 ISBN 978-4-8019-6868-4
- 『ウサギ目社畜科』 - 集英社『ウルトラジャンプ』にて2016年12月号に読切掲載ののち、2017年8月号から2020年6月号まで連載。
  1. 2018年3月19日発行 ISBN 978-4-08-890882-3
  2. 2018年9月19日発行 ISBN 978-4-08-891102-1
  3. 2019年4月19日発行 ISBN 978-4-08-891259-2
  4. 2019年11月19日発行 ISBN 978-4-08-891409-1
  5. 2020年6月19日発行 ISBN 978-4-08-891584-5
- 『おとりよせっていいな。』 - ぶんか社『本当にあった笑える話スペシャル』にて連載。
  1. 2020年6月15日発行 ISBN 978-4-8211-3916-3

#### 読切
- 『限界天使は愛されたい』 - 『ウルトラジャンプ』2020年10月号に掲載。
- 『マゴロボ』 - 『月刊!スピリッツ』2023年11月号に掲載[4]。

#### アンソロジー
- マジキュー4コマ『ココロコネクト』1 - ＜エンターブレイン＞
- 『10歳かあさん』 追悼特別寄稿 - ＜メディアファクトリー＞
- 『ラーメン大好き小泉さん』公式アンソロジー - ＜竹書房＞
- 『星色ガールドロップ』コミックアンソロジー - ＜竹書房＞
- 『小林さんちのメイドラゴン』公式アンソロジー2 - ＜双葉社＞
- 『小林さんちのメイドラゴン』公式アンソロジー4 - ＜双葉社＞
- 『小林さんちのメイドラゴン』公式アンソロジー All Stars! - ＜双葉社＞

### イラスト
- ハッカドール - ミニキャラのイラストを担当[5]。
- モバフェス・SkyLeap - モバミのキャラクターデザイン・イラストを担当[6]。
- オトメイトチャンネル - オトチャン☆アニマルズのイラストを担当[7]。
- トリカゴ スクラップマーチ - ミニキャライラストを担当[8]。
- ガレット - ガレットNo.9のカラーイラストを担当[9]。
- ガール・カフェ・ガン - 桐子、管理人七号のミニキャライラストを担当[10]。
- アゾンインターナショナル - ルミュ、ミィル、エム、ミンディ、ルオ、スイの4コマ漫画・イメージイラストを担当[11][12][13][14]。
- COMITIA - COMITIA131のイラストを担当[15]。
- ファミ通.com - 『ペルソナ5R』の記事イラストを担当[16]。
- 週刊ファミ通 - 2019年10月31日発売号にて『ペルソナ5R』特集のイラストコラム、2020年2月20日発売号にて『ペルソナ5S』特集のイラストコラムを担当[17][18]。
- ペルソナ5 調査報告書 - vol.1、vol.2、vol.3のイラストを担当[19][20][21]。
- 東方ダンマクカグラ - Webラジオ『だんかぐだんちょうのだべりらじお』のイラストを担当[22]。
- 七声ニーナ - ミニキャラのイラストを担当[23]。
- TOMA - モデルのイラストを担当[24]。
- 社築 - 『社築の今すぐ使えるLINEスタンプ』のイラストを担当[25]。
- 九十九みな - 『人工知能とは1％のひらめきと99％の愛である』MVイラストを担当[26]。
- 1000ちゃん - PC壁紙のイラストを担当[27]。
- ツインエンジェルシリーズ - エンドカードのイラストを担当[28]。
- 苺野まとん - モデルのイラストを担当[29]。
- 畑ぽた - モデルのイラストを担当[30]。
- ことりゆうい - 『ことりゆうい』LINEスタンプのイラストを担当[31]。
- トラちん - 『トラちんの毎日スタンプ』のイラストを担当[32]。

### テレビアニメ
- ウマ娘 プリティーダービー Season 3（2023年）- ED絵コンテ協力・ED衣装デザイン・EDプロップデザイン。[33]